# Àgueda de la Pisa
Águeda de la Pisa Prieto de la Cal (Palència, 1942) és una pintora espanyola, coneguda per les seves obres abstractes. Va formar part del Grupo Ruedo ibèrico. El conjunt de la seva carrera artística va ser reconegut amb el Premi Castella i Lleó de les Arts (2015).

## Estudis
Va néixer a Palència i, després de la mort del seu pare i amb només dos anys, es va traslladar amb la seva família a Valladolid. En aquesta ciutat va estudiar dibuix amb Eugenio Ramos Sanz a finals de la dècada de 1950. Als catorze anys, ja va saber que la seva vocació era la pintura, cosa que va provocar certes reticències familiars. Un cop va acabar el batxillerat, es va traslladar a Madrid on va seguir els seus estudis artístics a l'acadèmia d'Eduardo Peña i a l'Escola d'Arts i Oficis. En aquesta època va freqüentar els tallers de dibuix del Círculo de Bellas Artes de Madrid.
La seva primera exposició va ser l'any 1964, a la sala de la Caja de Ahorros Provincial de Valladolid, amb obres de temàtica i tècnica acadèmiques (paisatges, natures mortes, retrats). El poeta Francisco Pino (amb qui tindria una intensa relació artística i humana) va apadrinar amb un text aquesta primera exposició.

## Carrera artística
A partir de mitjans de la dècada de 1970 i després d'haver practicat altres estils, es va inclinar definitivament per l'abstracció i mostra una gran influència dels pintors de l'Escola de Nova York.
Al 1987, va formar part del grup artístic Ruedo Ibérico, creat pel pintor José Caballero, en el qual estaven integrats els també artistes plàstics Salvador Victoria, José María Iglesias, José Luis Fajardo, Luis Caruncho i Álvaro Delgado. De tot el grup, De la Pisa era la integrant més jove i l'única dona. En la seva defensa de l'experimentalisme i en el seu rebuig a l'actitud oficial en les arts plàstiques van ser molt importants les aportacions teòriques de José Luis Morales i del poeta José Manuel Caballero Bonald, que també formaven part del grup. Ruedo Ibèrico va organitzar diverses exposicions nacionals i internacionals, la més important de les quals es va veure en el Centro Cultural de la Villa (Madrid) en 1991.
En la dècada de 1990, va incorporar a la seva tècnica el collage i l'acrílic (en comptes de l'oli, tècnica que havia emprat fins llavors). A mitjan dècada de 2000 comença a desenvolupar les seves obres també a partir de fotografies.
Va estar casada amb el promotor cultural i crític d'art Antonio Bernabéu. Águeda de la Pisa també és aficionada a l'astrologia.